# Le Bourdet

Le Bourdet este o comună în departamentul Deux-Sèvres, Franța. În 2009 avea o populație de 527 de locuitori.